# ユニゾン (アルバム)
『ユニゾン』（英: Unison）はセリーヌ・ディオンの通算15枚目、英語盤におけるデビューアルバム。1990年に北アメリカで、翌年に世界各地でリリースされた。

## アルバム概要
ロンドン、ニューヨーク、ロサンゼルスでレコーディングされた。ヒットシングル「エニイ・アザー・ウェイ」、「ユニゾン」（ジュニアが歌い、トム・クルーズ主演映画『栄光の彼方に』の主題歌のカバー曲）、「哀しみのハートビート」、「ザ・ラスト・トゥ・ノウ」（以前に、シーナ・イーストンによってレコーディングされた）、ラジオシングル「ハヴ・ア・ハート」（ディオンの1987年のアルバム『Incognito』の「Partout je te vois」の英語版）などが収録されている。このアルバムはディオンにジュノー賞最優秀アルバム賞と最優秀女性ボーカリスト賞の2つの賞をもたらした。
セリーヌ・ディオンはこのアルバムをサポートアルバムにカナダでライブツアーUnison Tourを行い、ホームビデオ『ユニゾン』をリリースした。ツアー中、セリーヌ・ディオンはチャリティーシングル「ヴォイシズ・ザット・ケア」のレコーディングに参加し、1991年3月にリリースした。この曲は、湾岸戦争にかかわるアメリカ軍の士気の高揚と国際赤十字の支援のため、デヴィッド・フォスター、リンダ・トンプソン、ピーター・セテラによって書かれ、人気ミュージシャン、芸能人、アスリートの集まりによってレコーディングされた。ビルボード・ホット100では最高11位に達し、アメリカで売上50万枚以上のシングルに認められるゴールドに認定された。

## チャート成績
特に「哀しみのハートビート」は英語圏の音楽業界においてディオンがブレイクした最初のシングルと考えられ、アメリカ・ビルボードホット100では最高4位に達した。
アルバムの売り上げは全世界で300万枚を超えた。カナダやアメリカではランキングでそれぞれ15位と14位に達しカナダで7xプラチナ、アメリカでプラチナに認定された。ニールセン・サウンドスキャンによればユニゾンはアメリカ国内で122万7000枚を売り上げた。ただし、ニールセン・サウンドスキャンが売り上げデータを収集し始めたのが1991年3月からであるため、アルバムが発売されてから最初の6か月はその数字に含まれていない。 
ノルウェーではトップ10入りし、アルバムが発売された世界各国で最も高い順位となる8位を記録。また、5年後の1996年にはアルバムが再発売され、イギリスでは55位に達し、フランスではゴールドに認定された。

## 収録曲
| #   | タイトル                                       | 作詞・作曲                                                   | 時間 |
| --- | ---------------------------------------------- | ------------------------------------------------------------ | ---- |
| 1.  | 「エニイ・アザー・ウェイ」                     | ポール・ブリス                                               | 4:00 |
| 2.  | 「イフ・ラヴ・イズ・アウト・ザ・クエスチョン」 | ブリス、フィル・パーマー                                     | 3:53 |
| 3.  | 「哀しみのハートビート」                       | ロバート・ホワイト・ジョンソン、テイラー・ローズ             | 4:33 |
| 4.  | 「ザ・ラスト・トゥ・ノウ」                     | ブロック・ウォルシュ、フィル・ゴルドストン                   | 4:35 |
| 5.  | 「あなたといれば」                             | トム・キーン、エリック・プレスリー、タイラー・コリンズ       | 4:08 |
| 6.  | 「ラヴ・バイ・アナザー・ネーム」               | デイヴィッド・フォスター、クリフ・マグネス、グレン・バラード | 4:51 |
| 7.  | 「ユニゾン」                                   | アンディ・ゴールドマーク、ブルース・ロバーツ                 | 4:13 |
| 8.  | 「アイ・フィール・トゥー・マッチ」             | キーン、プレスリー                                           | 4:09 |
| 9.  | 「イフ・ウィ・グッド・スタート・オーヴァー」   | スタン・メイズナー                                           | 4:22 |
| 10. | 「ハヴ・ア・ハート」                           | アルド・ノヴァ、ビリー・スタインバーグ、ラルフ・マッカーシー | 4:14 |

## チャート・認定
| チャート                                       | 最高位 |
| ---------------------------------------------- | ------ |
| ベルギー フランデレン地域圏・アルバムチャート1 | 80     |
| ベルギー ワロン地域圏・アルバムチャート1       | 56     |
| カナダ・レコードアルバムチャート               | 18     |
| カナダ・RPMアルバムチャート                    | 15     |
| ノルウェー・アルバムチャート                   | 8      |
| 全英アルバムチャート                           | 55     |
| アメリカ・ビルボードホット100                  | 74     |

| 国       | 認定2      |
| -------- | ---------- |
| カナダ   | 7xプラチナ |
| フランス | ゴールド   |
| アメリカ | プラチナ   |

11995年4月からの集計

2当時の認定は現在の認定よりも基準が厳しいものとなっている。

## 発売日
| 地域                     | 日付          | レーベル                                 | 規格                   | 目録      |
| ------------------------ | ------------- | ---------------------------------------- | ---------------------- | --------- |
| カナダ                   | 1990年4月2日  | ソニー・ミュージック、エピック           | CD、レコード、カセット | 80150     |
| アメリカ                 | 1990年9月11日 | エピック                                 | CD、レコード、カセット | 46983     |
| 日本                     | 1991年2月21日 | ソニー・ミュージック・ジャパン、エピック | CD、レコード、カセット | ESCA-5184 |
| オーストラリア、イギリス | 1991年3月4日  | ソニー・ミュージック、エピック           | CD、レコード、カセット | 4672032   |